# Dolceamaro/All'ultimo respiro
Dolceamaro/All'ultimo respiro è un singolo di Heather Parisi, pubblicato nel 1987.
Scritto da Silvio Testi e Franco Miseria, era la sigla del varietà televisivo di Rai 1 Fantasticotto del 1987, appendice del martedì sera di Fantastico, che vide la soubrette primadonna al fianco di Adriano Celentano..
Il disco si posizionò al quinto posto dei singoli più venduti.. 
La versione pubblicata sul 45 giri aveva una durata inferiore ed un arrangiamento differente rispetto a quella della raccolta Faccia a faccia: Greatest hits..
Il lato B del disco contiene All'ultimo respiro, scritta dagli stessi autori, sigla di chiusura del programma.. Il brano venne lanciato anche sul mercato iberico con il titolo Sin darme ni un respiro..

## Tracce
Lato A
1. Dolceamaro – 3:29 (Franco Miseria-Silvio Testi)

Durata totale: 3:29
Lato B
1. All'ultimo respiro – 3:47 (Franco Miseria-Silvio Testi)

Durata totale: 3:47